# Allen Roy Evans
 Allen Roy Evans  (1885–1965) byl kanadský anglicky píšící spisovatel, známý především díky svému románu Sobi táhnou (1935, Reindeer Trek).

## Život
Narodil se v roce 1885 v Napanee v Ontariu, ale vyrůstal na farmě v Manitobě.
Bakalářský titul získal na Manitobské universitě (University of Manitoba) ve Winnipegu. Dále studoval na Chicagské univerzitě (University of Chicago), kde získal titul magistra, a také na Kolumbijské univerzitě (Columbia University). Poté učil angličtinu na středních školách v Britské Kolumbii. Koncem 30. let 20. století vytvořil marketingový a poradní výbor pro spisovatele.
Vydal několik románů, knihu básní a povídek. Téměř všechny jeho díla se odehrávají na dalekém severu..

## Dílo
- Bitter-sweet (1935), kniha básní.
- Reindeer Trek  (1935, Sobi táhnou), román z dalekého severu. Kniha je někdy vydávána pod názvem Meat (Maso),
- All in a Twilight (1944), román.
- Northward Ho! (1947), román
- Dream Out of Dust: A Tale of the Canadian Prairies (1955), román.
- Sport of Kings (1956).

## Česká vydání
- Sobi táhnou, Rudolf Škeřík, Praha 1938, přeložila Lída Špačková, znovu 1948 a SNDK, Praha 1968.